# 帕什卡尼

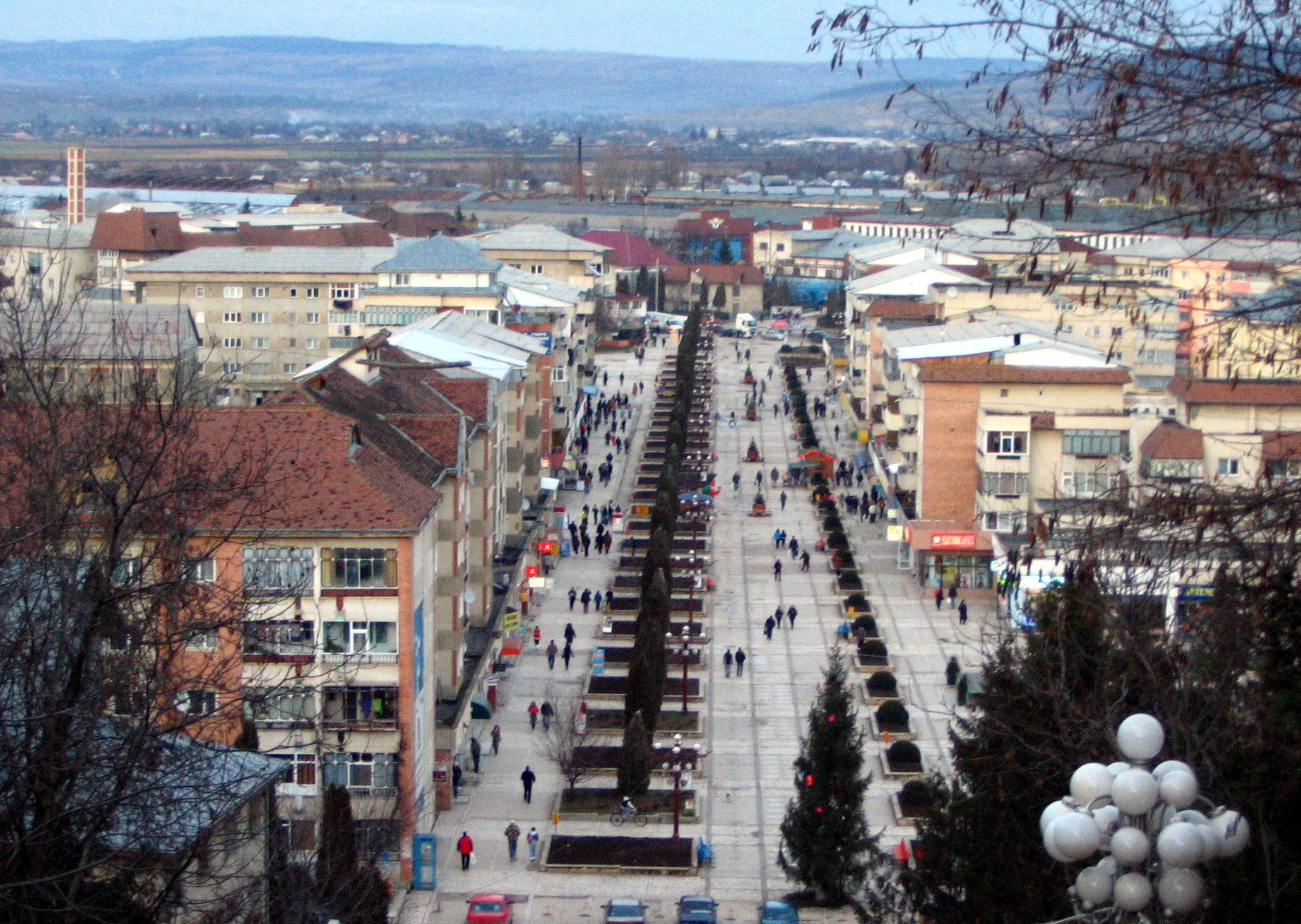

帕什卡尼是羅馬尼亞的城市，位於該國東北部錫雷特河畔，距離首府雅西66公里，由雅西縣負責管轄，面積75.42平方公里，海拔高度209米，2009年人口42,682，大多數居民信奉東正教。